# El Carmen (Kolumbia)
El Carmen – miasto w Kolumbii, w departamencie Norte de Santander.